# Советская (Ставропольский край)
Сове́тская — станица в Кировском районе (городском округе) Ставропольского края Российской Федерации.

## География
Расстояние до краевого центра: 240 км. Расстояние до районного центра: 36 км.

## История
В 1769 году образована станица Государственная (по другим данным, в 1777 году как слобода Государственная в составе Моздокского уезда Кавказской губернии). С 1845 года станица Государственная, насчитывающая к этому времени 906 душ, вошла в состав Горского полка. Затем она вошла в состав Пятигорского отдела, а с 1899 года Моздокского отдела. Станичники служили в Горском, затем Горско-Моздокском полку. Вместе с казаками станицы — Екатериноградской они составляли 2-ю сотню полка. В станице Государственной существовало одноклассное станичное училище.
До 1 мая 2017 года станица была административным центром упразднённого Советского сельсовета.

## Население
| 1786  | 1789  | 1795  | 1816  | 1818  | 1826  | 1829  | 1845  | 1856  |
| ----- | ----- | ----- | ----- | ----- | ----- | ----- | ----- | ----- |
| 557   | ↗723  | ↘263  | ↗538  | ↘315  | ↗428  | ↗708  | ↗1356 | ↗1870 |
| 1858  | 1861  | 1870  | 1882  | 1890  | 1896  | 1911  | 1979  | 1989  |
| ↗1940 | ↘1793 | ↗2143 | ↗2494 | ↗2734 | ↗3202 | ↗4730 | ↗5662 | ↗7201 |
| 2002  | 2010  | 2014  | 2021  |       |       |       |       |       |
| ↗7747 | ↗7970 | ↗8000 | ↗9160 |       |       |       |       |       |

Гендерный состав
По итогам переписи населения 2010 года проживали 3795 мужчин (47,62 %) и 4175 женщин (52,38 %).
Национальный состав
По данным переписи 2002 года, 74 % населения — русские.
По итогам переписи населения 2010 года проживали следующие национальности (национальности менее 1 %, см. в сноске к строке "Другие"):
| Национальность | Численность | Процент |
| -------------- | ----------- | ------- |
| Русские        | 5366        | 67,33   |
| Турки          | 1324        | 16,61   |
| Цыгане         | 626         | 7,85    |
| Азербайджанцы  | 185         | 2,32    |
| Армяне         | 173         | 2,17    |
| Другие         | 296         | 3,71    |
| Итого          | 7970        | 100,00  |

## Инфраструктура
- Дом культуры. Открыт 15 октября 1967 года[16]
- Библиотека. Открыта 21 мая 1950 года[17]
- СПК «Советский». Образован 2 октября 1932 года[16]
- Сельскохозяйственное предприятие «Кавказ». Образовано 30 ноября 2000 года[18]
- Учреждение аварийно-спасательного формирования;
- Два общественных открытых поселенческих кладбища (площадью 52 146 м² и 6 925 м²), расположенных к северо-востоку и к юго-востоку от здания почты[19].

## Образование
- Детский сад № 17 «Светлячок»
- Детский сад № 18 «Ромашка». Открыт 6 октября 1967 года[16]
- Детский сад № 20 «Ягодка»
- Детский сад № 21 «Ягодка». Открыт 20 мая 1983 года как детский сад «Ягодка» СПК «Советский»[20]
- Средняя общеобразовательная школа № 3. Здание было признано аварийным ещё в 2008 году. Открыта после реконструкции в декабре 2012 года.[21]
- Детская школа искусств
- Детско-юношеская спортивная школа «Олимп»

## Русская православная церковь
- Храм Архистратига Божия Михаила. Раньше существовала деревянная церковь в честь Архистратига Божия Михаила. После революции церковь была разграблена, в ней оборудован клуб, во время Великой Отечественной войны церковь была разрушена. В послевоенные годы верующим был передан жилой дом для организации прихода. В 2000 году было принято решение о строительстве нового храма. В новом храме богослужения совершаются с апреля 2011 года[22]

## Памятники
- Памятник односельчанам, погибшим в годы гражданской и Великой Отечественной войн, пер. Анны Шилиной, д. 36. 1967 год[23].  261610541210005
- Могила подполковника Кацеля, погибшего при освобождении станицы Советской[24]